# Buridrillia deroyorum
Buridrillia deroyorum is een slakkensoort uit de familie van de Pseudomelatomidae. De wetenschappelijke naam van de soort is voor het eerst geldig gepubliceerd in 1992 door Emerson & McLean.